# Mitridatis
Mitridatis (en llatí Mithridatis, en grec antic Μιθριδάτις) era una filla de Mitridates VI Eupator.
Va ser promesa a Ptolemeu XI Alexandre II d'Egipte que era presoner de Mitridates però l'enllaç mai no es va celebrar. Va compartir les fortunes i desgràcies del seu pare i al final, l'any 63 aC, era present quan el rei es va suïcidar junt amb dues germanes més, Nissa i Cleòpatra, i les tres van escollir també el suïcidi mitjançant verí, segons explica Apià.